# 楊淑妃 (明朝)
楊淑妃，楊氏，明朝皇族女性，明成祖後宮嬪妃。被封为端静恭惠淑妃。
据《明实录》，明世宗张淑妃的封号也是端静恭惠淑妃，楊淑妃除了《国榷》卷首之天俪列举之名，无他书记载，或为误记。
《国榷》卷首天俪列举明成祖之后妃共24人：
仁孝文皇后徐氏、康穆懿恭惠妃吴氏、昭懿贵妃张氏、端静恭惠淑妃杨氏、惠穆昭敬顺妃钱氏、康靖莊和惠妃崔氏、康懿顺妃李氏、恭懿惠妃赵氏、安顺惠妃尤氏（《明书》作龙氏）、恭惠美人卢氏（《明书》作景惠美人，排21位）、康惠庄淑丽妃韩氏、恭和荣顺贤妃王氏（《明书》排8位）、庄惠美人、忠敬昭顺贤妃喻氏、恭顺荣穆丽妃陈氏、昭献贵妃王氏、昭肃靖惠贤妃王氏（《明书》排12位）、恭献贤妃权氏、昭惠恭懿顺妃王氏（《明书》排13位）、恭荣美人王氏（《明书》排18位）、贞静顺妃张氏、惠穆顺妃郭氏（《明书》排7位）、昭顺德妃刘氏、顺妃任氏。
其中多数缺载于其他史料，没有具体事迹。